# Mari Jungstedt

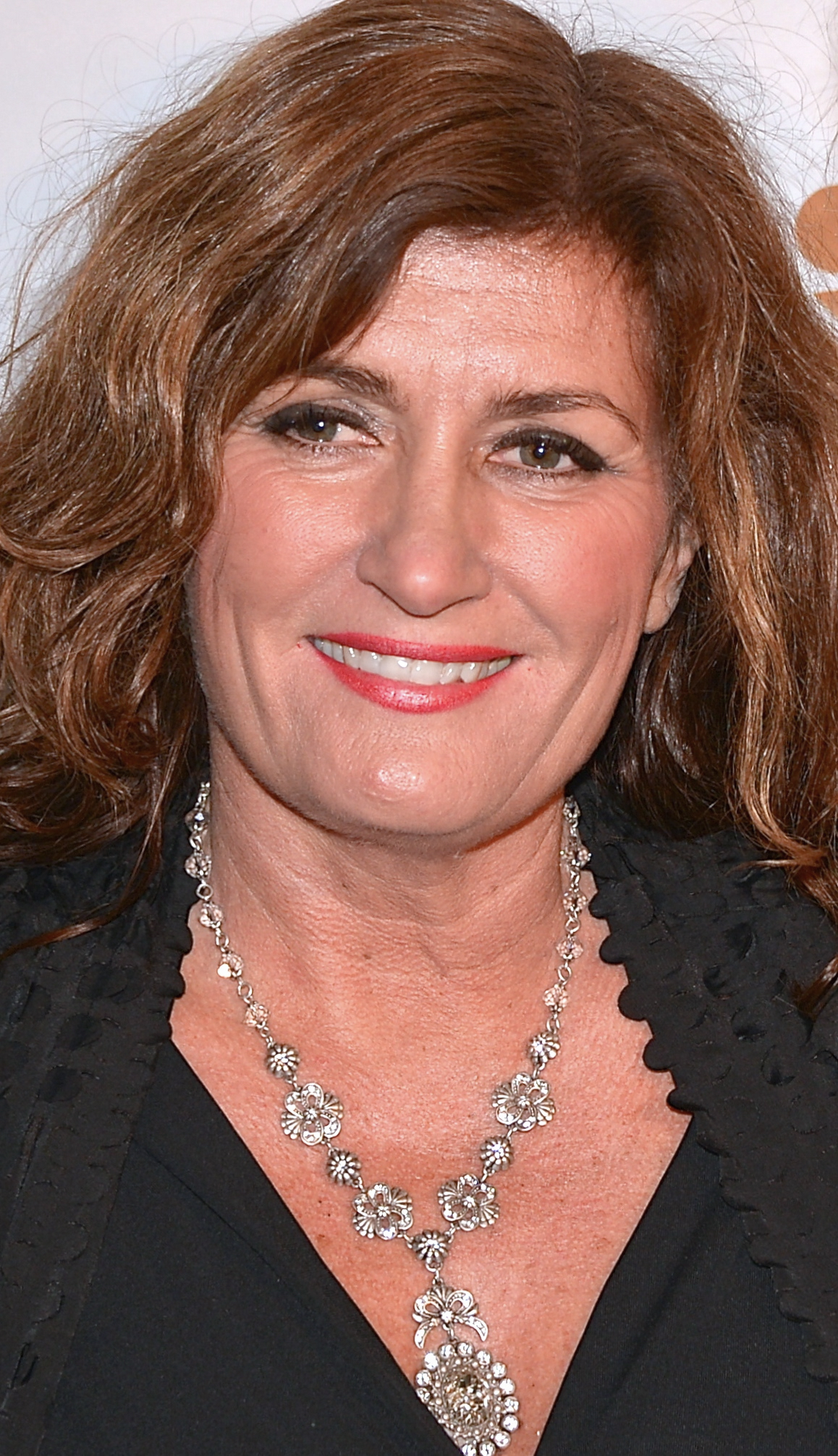
Mari Jungstedt

Mari Jungstedt (* 1962 in Stockholm) ist eine schwedische Autorin, TV- und Radio-Journalistin. Sie absolvierte ihr Journalistikstudium in Stockholm. Zurzeit ist Mari Jungstedt als Nachrichtensprecherin für das schwedische Fernsehen tätig. Sie ist verheiratet und hat zwei Kinder.

## Veröffentlichungen
Kriminalromane um Kommissar Anders Knutas:
- Den Du nicht siehst – Band eins, Wilhelm Heyne Verlag, München 2004, ISBN 3-453-87990-2.
- Näher als du denkst – Band zwei, Wilhelm Heyne Verlag, München 2006, ISBN 3-453-43194-4.
- An einem einsamen Ort – Band drei, Wilhelm Heyne Verlag, München 2006, ISBN 3-453-01985-7.
- Im Dunkeln der Tod – Band vier, Wilhelm Heyne Verlag, München 2008, ISBN 978-3-89480-438-1.
- Sommerzeit (I Denna Ljuva Sommartid) – Band fünf, Wilhelm Heyne Verlag, München 2010, ISBN 978-3-453-40605-6.
- Schwarzer Engel (Den Mörka Ängeln) – Band sechs, Wilhelm Heyne Verlag, München 2011, ISBN 978-3-453-43487-5.

Die Bücher sind auch als Hörbücher bei www.hoerbuch-hamburg.de erschienen und dienten als Grundlage für die deutsch-schwedische Fernsehkrimiserie Der Kommissar und das Meer.
- Gemeinsam mit Ruben Eliassen schrieb sie den Krimi Tod auf Gran Canaria, der 2017 erschien (ISBN 978-3-442-71522-0).